# Константин Беженару
Константин Беженару (рум. Constantin Bejenaru), 7 червня 1984, Унгени, Молдавська Радянська Соціалістична Республіка) — румунський боксер молдавського походження, призер чемпіонату Європи серед аматорів.

## Аматорська кар'єра
На чемпіонаті Європи 2004 Константин Беженару програв у першому бою Артаку Малумяну (Вірменія).
На чемпіонаті світу 2005 програв у першому бою Іштвану Сюч (Угорщина).
На чемпіонаті Європи 2006 завоював бронзову медаль.
- В 1/8 фіналу переміг Даугірдаса Шемьотаса (Литва) — RSCO 3
- У чвертьфіналі переміг Джавіда Тагієва (Азербайджан) — 43-22
- У півфіналі програв Ісмаїлу Сіллах (Україна) — RSCO 3

На чемпіонаті світу 2007 програв у першому бою Аббосу Атоєву (Казахстан).
На чемпіонаті Європи 2008 програв у першому бою Сяргєю Карнєєву (Білорусь).
На чемпіонаті світу 2009 програв у другому бою Дінеш Кумар (Індія).
На чемпіонаті Європи 2010 виступив у категорії до 91 кг і програв у другому бою Єгору Мехонцеву (Росія).

## Професіональна кар'єра
У вересні 2012 року Константин Беженару дебютував у США на професійному рингу. 4 листопада 2016 року виграв титули Continental Americas та вакантний International за версією WBC у першій важкій вазі.
28 грудня 2019 року програв у десятому раунді технічним рішенням бій за титул чемпіона світу за версією WBA у першій важкій вазі проти Арсена Гуламіряна (Франція).